# توسل بالحداثة
التوسل بالحداثة، (بالإنجليزية: Appeal to novelty)‏، إن مغالطة التوسل بالحداثة، أو بالجديد، هي مغالطة منطقية، يفترض فيها المرء (بغير علم وعلى نحو متسرع) أن الأفكار والدعاوي الحديثة أو المعاصرة هي أفضل من تلك القديمة، أو أنها صائبة أو جيدة لمجرد كونها حديثة.
وفي حسم الجدال القائم بين الوضع القائم والاختراعات الحديثة، فالاحتكام إلى الحداثة في حد ذاته لا يصح كحجة أو برهان على شئ. وقد تتخذ تلك الحجة لونين: الأول هو المبالغة في وصف مزايا الأفكار والأشياء الحديثة، بنحو متسرع دون تمحيص، وافتراض أنها أفضل البدائل المتاحة. والنوع الآخر هو التقليل والاستهانة من شأن الوضع القائم والأفكار القديمة، بنحو متسرع دون تمحيص، وافتراض أنها أسوء البدائل الموجودة. وهي تحصل حينما يتم اعتبار أن شيئاً ما أفضل أو صحيح فقط لأنه جديد. وهي تسير على النحو التالي:
1. (س) أمر جديد.
2. إذن، (س) صحيح، أو أفضل.

وتعتبر مغالطة لأنه كون الشيء جديداً لا يجعله أفضل ولا أصح من القديم. تبدو هذه المغالطة جذابة، لأن «الثقافة الغربية» طالما ضمنت هذه المفهوم في ثناياها، فكل شيء جديد يجب ان يكون أفضل من القديم، فقط لأنه «جديد». وثانيا، بسبب مفهوم «التقدم» وهي فكرة تتضمن أن الأشياء الجديدة دائما متفوقة على الأشياء القديمة. وثالثا بسبب ثقافة الاعلانات والتي دائما ماتؤكد على أن المنتجات جديدة، بما يعني ضمنيا أنها أفضل من المنتجات القديمة. فلهذه الأسباب، وغيرها، يعتقد الناس ان الأشياء الجديدة دوما يجب أن تكون أفضل من الأشياء القديمة بسبب كونها «جديدة».
وهذا لا يعني العكس إطلاقا، بأن الأشياء القديمة أفضل، بل كلاهما سواء. فمجرد «العمر» لايجعل من الشيء صحيحاً أو ذو جودة أعلى. ولكن في بعض الأحيان يكون له أثر ويمكن ان يستخدم كدليل في الدعوى، فمثلا عمر الحليب قد يؤثر على جودته بما لايجعل دعوى «أنها جديدة، إذن هي الأفضل» دعوى خاطئة.
تدعى مغالطة التوسل بالحداثة، في (باللاتينية: Argumentum Ad Novitatem)، هي مغالطة يعتقد فيها الفرد أنّ الفكرة أو الاقتراح صحيح أو متفوق لأنه جديد وحديث فقط. وفي الخلاف الواقع بين الوضع الراهن والاختراعات الجديدة، لا يكون الاحتكام إلى الحداثة بحد ذاته حجة صحيحة، وقد تأخذ المغالطة الشكلين التاليين: المبالغة في تقدير الجديد والحديث، بشكل غير ناضج وبدون أي تمحيص على افتراض أنها أفضل حالة ممكنة، أو التقليل من الوضع الراهن، بشكل غير ناضج ودون أي بحث على افتراض أنه أسوأ الحالات.
قد يثبت البحث والتقصّي أنّ الادعاءات والاقتراحات الحديثة صحيحة، ولكن من الخطأ استنتاج هذا مسبقًا بناءً على الادعاء العام بأن كل جديد صحيح أو جيد.
يعتبر التكبر الزمني شكلًا من أشكال الاحتكام إلى الحداثة؛ إذ يعتقد المرء بأن المعرفة والممارسات الوحيدة المفيدة هي تلك التي أُسِّسَت ووُضِعَت في العقود الأخيرة. والمعاكس لمغالطة الاحتكام إلى الحداثة أو التوسل بالحداثة هو الاحتكام إلى التقاليد أو التوسل بالتقاليد، التي يعتقد فيها المرء أنّ «الطرق القديمة» متفوقة دائمًا على الأفكار الجديدة.
غالبًا ما تكون مغالطات الاحتكام إلى الحداثة ناجحة في الأجزاء المتطورة من العالم حيث يتوق الجميع إلى أن يكونوا على أحدث ما توصلت إليه التكنولوجيا. يمكن بسهولة تفسير فقاعة الإنترنت في أوائل العقد الأول من القرن العشرين على أنها علامة على مخاطر احتضان الأفكار الجديدة بسذاجة دون النظر إليها أولًا بعيون ناقدة. يبالغ المعلنون في الإشادة بحداثة منتجاتهم واعتبارها سببًا وجيهًا لشراء منتجاتهم. وعلى نحوٍ معاكسٍ، يسخر بعض المشككين من هذا الأمر ويصفوه بالحافة النازفة للتكنولوجيا (قد يكون هذا بحد ذاته مثالًا على مغالطة الاحتكام إلى التقاليد).

## التفسير
يستند الاحتكام إلى الحداثة على الفكر الذي يقتضي بأنّ الناس بشكل عام يميلون إلى محاولة تحسين المخرجات الناتجة عن جهودهم. فعلى سبيل المثال: يُفترَض أن الشركة المنتجة للمنتج تعرف عن العيوب الموجودة في منتجها، وعلى ذلك ستقوم بتصحيحها في النسخ المستقبلية. ولكن من الواضح أن هذا الخلل المنطقي معيب لأسبابٍ عديدةٍ، أبرزها أنه يتجاهل:
- الدافع (قد يتم إصدار منتج جديد مماثل وظيفيًا للمنتجات السابقة، ولكنه أرخص في الإنتاج، أو مع تعديلات لا علاقة لها باستخدامه الأساسي. على سبيل المثال: تعديلات جمالية على منتج تكنولوجي)؛
- الدورية (صناعة الأزياء تعيد باستمرار اكتشاف الموضة القديمة، وتقوم بتسويقها كشيء جديد في الأعوام التالية)؛
- الديناميات السكانية (قد يكون المنتج السابق قد تم إنشاؤه بواسطة خبير، استُبدِلَ منذ ذلك الحين بشخص مبتدئ جديد على العمل)؛
- قابلية الخطأ (قد يترافق إنشاء منتج جديد ببعض العيوب أو الآثار الجانبية السلبية التي قد يتم إدخالها دون أن تُكتَشَف، مما يجعله أقل فعالية)؛
- الفرق بين التحسين الجزئي والعام (قد يكون المنتج الجديد متفوقًا على نظيره السابق في وظيفته الأساسية، ولكنه أدنى منه في بعض الجوانب الأخرى، الأمر الذي يقود إلى حالة عامة سيئة. على سبيل المثال: قد يخسر المُنتَج بعض الميزات أو يصبح محدّدًا من الناحية الجغرافية)؛
- التكلفة (قد يكون المنتج الجديد أفضل من حيث الأداء، ولكنه يملك عائد استثمار منخفض أو معدوم في حالة استخدامه كبديل للمنتج الأقدم).

## أمثلة
- «إذا كنت تريد إنقاص وزنك، فإن أفضل رهان لك هو اتباع أحدث نظام غذائي.»
- «ستصبح الدائرة أكثر إنتاجية بسبب إعادة تنظيمها.»
- «ترقية جميع البرامج إلى أحدث الإصدارات سيجعل نظامك أكثر فعالية.»
- «الأمور سيئة مع تولي الحزب» أ«المسؤولية، لذا سيحقق الحزب» ب«تحسنًا إذا جرى انتخابهم.»
- «إذا كنت تريد تكوين صداقات، فيجب عليك ارتداء أحدث صيحات الموضة واستخدام الأدوات الأكثر رواجًا».
- «لأنه عام 2015» (هكذا برّر رئيس وزراء كندا جاستن ترودو المساواة بين الجنسين[2])

## مغالطة الاحتكام إلى الحداثة: ثغرات التصنيف
في بعض الحالات، قد تتواجد علاقة ترابطية بين الحداثة وظهور بعض المميزات الإيجابية، قد يكون سبب هذه العلاقة مجهولًا، لكن الجميع يعترف بوجودها. وكمثال، فإن التكنولوجيا الحديثة تميل في العادة إلى أن تكون أكثر تعقيدًا ومتقدمة أكثر بالمقارنة بالتكنولوجيا البائدة. وكمثال آخر: توجد علاقة طردية بين حداثة قاعدة البيانات الخاصة بالفيروسات، وبين استقرار وأمان نظام الحاسوب. وتوجد علاقة ترابطية آخرى بين حداثة الحواسيب، وسرعتها وأدائها. وفي هذه الحالات بالتحديد، من الجائز افتراض أن الحداثة مرتبطة بتحسن الأداء والتقدم، لكنها ليست بالضرورة علاقة سببية. وفي البعض الحالات الخاصة المحدودة، يمكن إثبات وجود علاقة سببية بالأدلة والحجج المنطقية.
ومن هذا المنطلق يتبين لنا أن الاحتكام إلى الحداثة ليس مغالطة بالضرورة في كل الأحوال. وحتى تكون الحجة مغالطة فعلا يجب أن تتحقق أحد هذه الأحوال: إذا كانت العلاقات الترابطية موضع جدل بين الباحثين، أو في حالة عدم وجود أي ارتباط من الأصل، أو في حالة افتراض أن الارتباط يدل على السببية (الارتباط لا يدل على السببية، وافتراض عكس ذلك يعد مغالطة منطقية).
أما في حالة الأشياء التي يتدهور حالها وتضمحل جودتها مع مرور الزمن، فمن المنطقي جدًا أن تكون مثيلاتها الحديثة في أفضل حال، شريطة أن تحتفظ الحداثة بمزايا الشئ القديم في صورته الأصلية (أو أن تتفوق عليها). فعلى سبيل المثال، لا خلاف على أن الثياب الجديدة أفضل من الثياب البالية القديمة، والتي جار عليها الزمن. وكذلك الأمر في الفنون والموسيقى، فمن الجائز أن نتغافل عن جودة العمل الفنى وجماله، وذلك في سبيل البحث عن التجديد والابتكار والدهشة، فعقولنا تحب كل ما هو جديد ومدهش، مما يعظم من قيمة الأعمال الفنية الحديثة مقارنة بمثيلاتها من عهود سابقة. ولهذا السبب فإن المحطات الإذاعية تفضل إرسال الأغاني الرائجة في الوقت الراهن، حتى ولو اكتسحت الأغاني التي صدرت منذ شهور معدودة جميع الأرقام القياسية. ومن ذلك نستنتج أن قيمة الأعمال الفنية قد لا تحدد فقط بجوهرها أو مظهرها الخارجي، بل بمدى رواجها أيضًا. ومن هنا يجب في بعض الأحيان أن نأخذ الحداثة في عين الاعتبار حتى نستطيع أن نقيم أي عمل فني أو أي سلعة قابلة للتدهور تقييمًا صادقًا. ولا يعد ضربًا من المغالطات إذا ما قارن أحدهم أغنيتين ببعضهما، على سبيل المثال، وفضل إحداهما على الأخرى على أساس تاريخ صدورها (مثال: «الأغنية أ سوف تكون ملائمة أكثر للحفلة التي سوف تقيمها في الوقت الحالي بالمقارنة بالأغنية ب»).